# Sycon lingua
Sycon lingua är en svampdjursart som först beskrevs av Ernst Haeckel 1870.  Sycon lingua ingår i släktet Sycon och familjen Sycettidae. Inga underarter finns listade i Catalogue of Life.